# عرب نیوز
عرب نیوز (انگلیسی: Arab News) یک روزنامه انگلیسی زبان است که در عربستان سعودی روزانه منتشر می‌شود. که مقر آن در شهر ریاض قرار دارد. هشام حافظ یکی از مؤسسان این روزنامه است.

## نگارخانه

صفحه اول شماره نخست عرب نیوز در ۲۰ آوریل ۱۹۷۵
عرب نیوز در ۶ مه ۲۰۱۸